# Мейджър индор сокър лийг
Major Indoor Soccer League, известна в последните 2 сезона като Major Soccer League, е бивша футболна лига в САЩ по шоубол, съществувала от 1978 до 1992 година.
Създадена е от бизнесмените Ед Типър и Ърл Форман през октомври 1977 г. След като през 1984 г. е разформирована Северноамериканската футболна лига (NASL), MISL се превръща в първата дивизия по футбол на САЩ. След като лигата е разформирована през 1992 г., останалите отбори се присъединяват към Националната професионална футболна лига. Другите отбори помагат за основаването на Континенталната лига по мини-футбол.
В течение 2 седмици през 1986 година играчите се сблъскват с несъответствия в рамките на трудовото законодателство (локаут).
MISL е била сред „малките“ (NFL, NBA, MLB, NHL) лиги, по мотиви от които са създадени видеоигри. „MISL футбол“ излиза на Commodore 64 през 1988 година.

## Възраждане
През 2001 година лигата е възродена и съществува до май 2008 г., след което се разпада. В тази ѝ версия освен американски отбори участват също и 2 отбора от град Монтерей, Мексико. В лигата участват общо 16 отбора. Мачовете от лигата се дават по кабелна телевизия от 2006 до 2008 г.
През септември 2008 г. 5 отбора решават да възродят съревнованието и организират лига с название National Indoor Soccer League. Следващата година организацията откупува правата за името Major Indoor Soccer League. В тази версия на лигата участват само 7 отбора.

## Имена
- Major Indoor Soccer League (2001–08) – втора версия на лигата
- Major Indoor Soccer League (2008–14) – трета версия на лигата

## Отбори участвали в MISL
| Отбори                                                                      | Град/Област                                                 | Арена                                                                             | Сезони                |
| --------------------------------------------------------------------------- | ----------------------------------------------------------- | --------------------------------------------------------------------------------- | --------------------- |
| Балтимор Бласт Хюстън Самит, 1978 – 80                                      | Балтимор, Мериленд Хюстън, Тексас                           | Baltimore Arena The Summit                                                        | 1978 – 92             |
| Бъфало Сталиънс                                                             | Бъфало, Ню Йорк                                             | Buffalo Memorial Auditorium                                                       | 1979 – 84             |
| Чикаго Хърайзънс                                                            | Роузмънт, Илинойс                                           | Rosemont Horizon                                                                  | 1980 – 81             |
| Чикаго Стинг                                                                | Чикаго, Илинойс                                             | Chicago Stadium Rosemont Horizon                                                  | 1982 – 83*, 1984 – 88 |
| Синсинати Кидс                                                              | Синсинати, Охайо                                            | Riverfront Coliseum                                                               | 1978 – 79             |
| Кливланд Кранч                                                              | Кливланд, Охайо                                             | Richfield Coliseum                                                                | 1989 – 92             |
| Кливланд Форс                                                               | Кливланд, Охайо                                             | Richfield Coliseum                                                                | 1978 – 88             |
| Далас Сайдкикс                                                              | Далас, Тексас                                               | Reunion Arena                                                                     | 1984 – 92             |
| Голдън Бей Ърткуейкс                                                        | Оукланд, Калифорния                                         | Oakland–Alameda County Coliseum Arena                                             | 1982 – 83*            |
| Канзас Сити Кометс Детройт Лайтинг, 1979 – 80 Сан Фрациско Фог, 1980 – 81   | Канзас Сити, Мисури Детройт, Мичиган Дейли Сити, Калифорния | Kemper Arena Cobo Arena Cow Palace                                                | 1979 – 91             |
| Лас Вегас Америкънс Мемфис Америкънс, 1981 – 84 Хартфорд Хелиънс, 1979 – 81 | Парадайс, Невада Мемфис, Тенеси Хартфорд, Кънектикът        | Thomas & Mack Center New Haven Coliseum, Mid-South Coliseum Hartford Civic Center | 1979 – 85             |
| Лос Анджелис Лейзърс Филаделфия Фийвър, 1978 – 82                           | Ингълуд, Калифорния Филаделфия                              | The Forum The Spectrum                                                            | 1978 – 89             |
| Минесота Страйкърс                                                          | Блумингтън, Минесота                                        | Met Center                                                                        | 1984 – 88             |
| Ню Джърси Рокетс                                                            | Ийст Ръдърфорд, Ню Джърси                                   | Brendan Byrne Arena                                                               | 1981 – 82             |
| Ню Йорк Ароус                                                               | Юниъндейл, Ню Йорк                                          | Nassau Veterans Memorial Coliseum                                                 | 1978 – 84             |
| Ню Йорк Експрес                                                             | Юниъндейл, Ню Йорк                                          | Nassau Veterans Memorial Coliseum                                                 | 1986 – 87             |
| Ню Йорк Космос                                                              | Ийст Ръдърфорд, Ню Йорк                                     | Brendan Byrne Arena                                                               | 1984 – 85             |
| Финикс Инфърно/Прайд                                                        | Финикс, Аризона                                             | Arizona Veterans Memorial Coliseum                                                | 1980 – 84             |
| Питсбърг Спирит                                                             | Питсбърг, Пенсилвания                                       | Civic Arena                                                                       | 1978 – 80, 1981 – 86  |
| Сан Диего Сокърс                                                            | Сан Диего, Калифорния                                       | San Diego Sports Arena                                                            | 1982 – 83*, 1984 – 92 |
| Сейнт Луис Стиймърс                                                         | Сейнт Луис, Мисури                                          | St. Louis Arena                                                                   | 1979 – 88             |
| Сейнт Луис Сторм                                                            | Сейнт Луис, Мисури                                          | St. Louis Arena                                                                   | 1989 – 92             |
| Такома Старс Денвър Авъланч, 1980 – 82                                      | Такома, Вашингтон Денвър, Колорадо                          | Tacoma Dome McNichols Sports Arena                                                | 1980 – 82, 1983 – 92  |
| Уичита Уингс                                                                | Уичита, Канзас                                              | Kansas Coliseum                                                                   | 1979 – 92             |

### Шампиони
| Отбори              | Победители | Финалисти | Сезони победители                                                                      | Сезони финалисти                                      |
| ------------------- | ---------- | --------- | -------------------------------------------------------------------------------------- | ----------------------------------------------------- |
| Сан Диего Сокърс    | 8          | 0         | 1982 – 83, 1984 – 85, 1985 – 86, 1987 – 88, 1988 – 89, 1989 – 90, 1990 – 91, 1991 – 92 | –                                                     |
| Ню Йорк Ароус       | 4          | 0         | 1978 – 79, 1979 – 80, 1980 – 81, 1981 – 82                                             | –                                                     |
| Балтимор Бласт      | 1          | 5         | 1983 – 84                                                                              | 1979 – 80, 1982 – 83, 1984 – 85, 1988 – 89, 1989 – 90 |
| Далас Сайдкикс      | 1          | 1         | 1986 – 87                                                                              | 1991 – 92                                             |
| Сейнт Луис Стиймърс | 0          | 3         | –                                                                                      | 1980 – 81, 1981 – 82, 1983 – 84                       |
| Филаделфия Фийвър   | 0          | 1         | –                                                                                      | 1978 – 79                                             |
| Минесота Страйкърс  | 0          | 1         | –                                                                                      | 1985 – 86                                             |
| Такома Старс        | 0          | 1         | –                                                                                      | 1986 – 87                                             |
| Кливланд Форс       | 0          | 1         | –                                                                                      | 1987 – 88                                             |
| Кливланд Кранч      | 0          | 1         | –                                                                                      | 1990 – 91                                             |

## Известни футболисти
| - Пол Чайлд - Фернандо Клавихо - Стив Дейвид - Рик Дейвис - Андраник Ескандариян - Карл-Хайнц Гранитца - Гери Грей - Фред Гъргурев - Кай Хааскиви - Йорген Кристенсен - Тино Летиери - Марк Ливерич - Хектор Маринаро - Дейл Митчъл - Еузебио | - Стив Печър - Уго Перес - Люпко Петрович - Преки - Брус Савидж - Бранко Шегота - Стан Стаменкович - Майк Суийни - Карл Валънтайн - Джули Вии - Тату - Питър Уорд - Ян Вилриш - Славиша Жунгул |